# قنطيون إهليلجي
قنطيون إهليلجي (الاسم العلمي:Canthium ellipticum) هو نوع من النباتات يتبع جنس القنطيون من الفصيلة الفوية.